# Copru, Cluj
Copru (în maghiară Kapor) este un sat în comuna Cătina din județul Cluj, Transilvania, România.

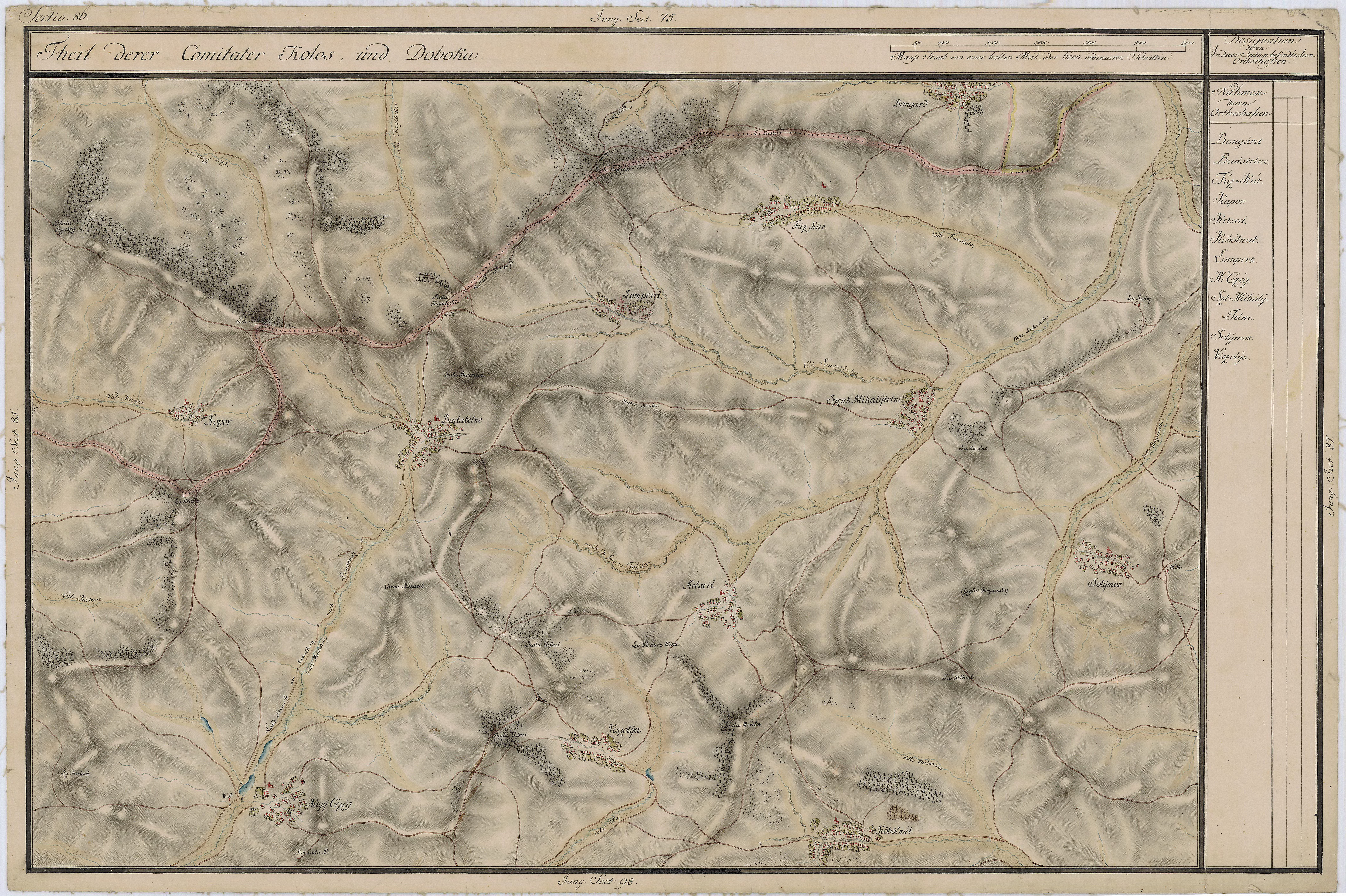
Copru pe Harta Iosefină a Transilvaniei, 1769-1773